# Májůvka
Májůvka, bis 1950 Mejvald (deutsch Maiwald) ist ein Gemeindeteil von Bílčice (deutsch Heidenpiltsch) im Bezirk Bruntál in Tschechien. Das Dorf liegt circa einen Kilometer südlich von Bílčice an der Staatsstraße I/46.

## Geschichte
Nach dem Münchner Abkommen im September 1938 wurde Maiwald dem Deutschen Reich zugeschlagen und gehörte bis 1945 zum Landkreis Bärn. Die deutschen Bewohner wurden 1945 enteignet und größtenteils vertrieben. Im  Jahre 1950 erfolgte die Umbenennung von Mejvald in Májůvka. Májůvka wurde 1980 nach Bílčice eingemeindet.

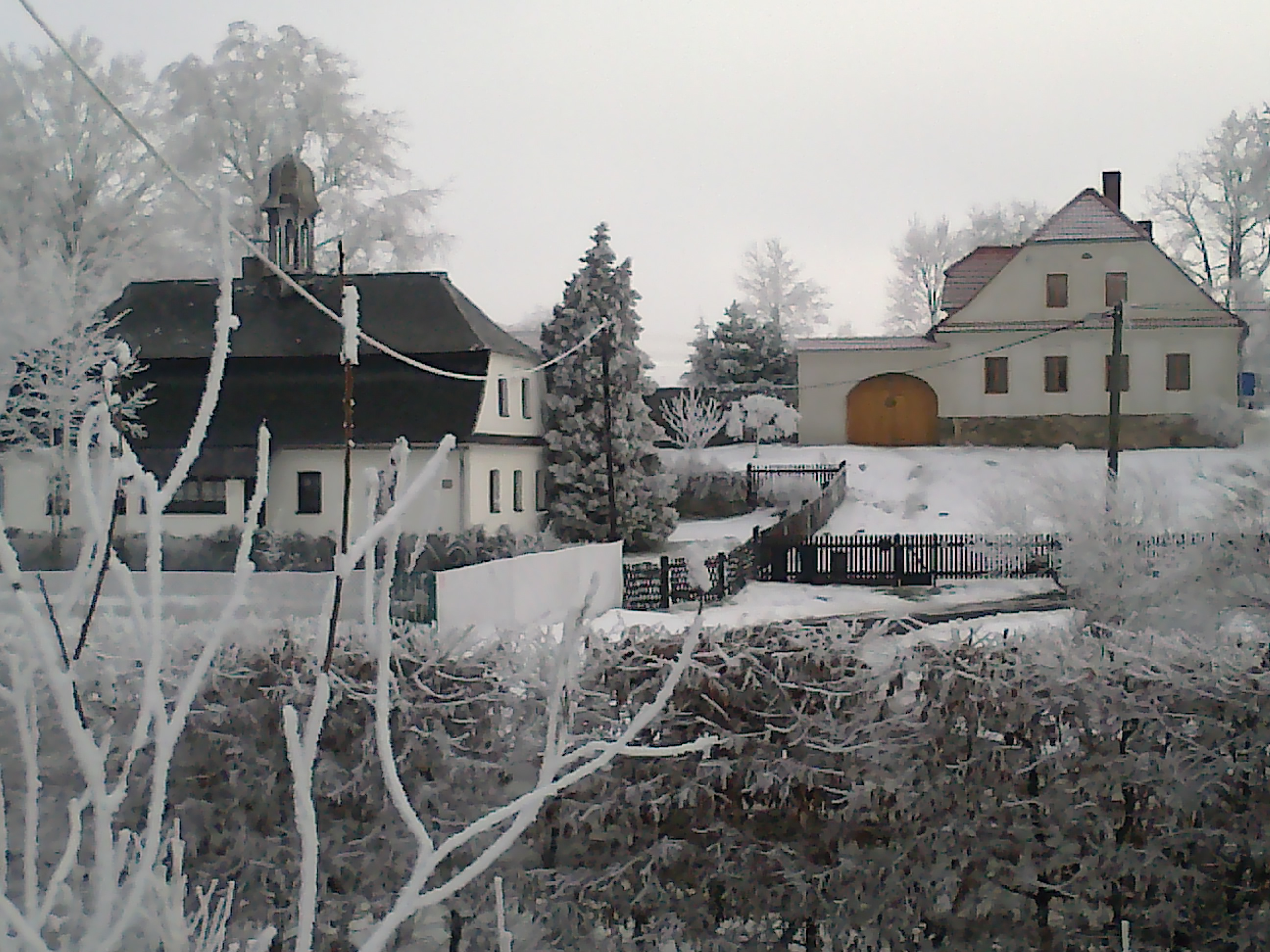
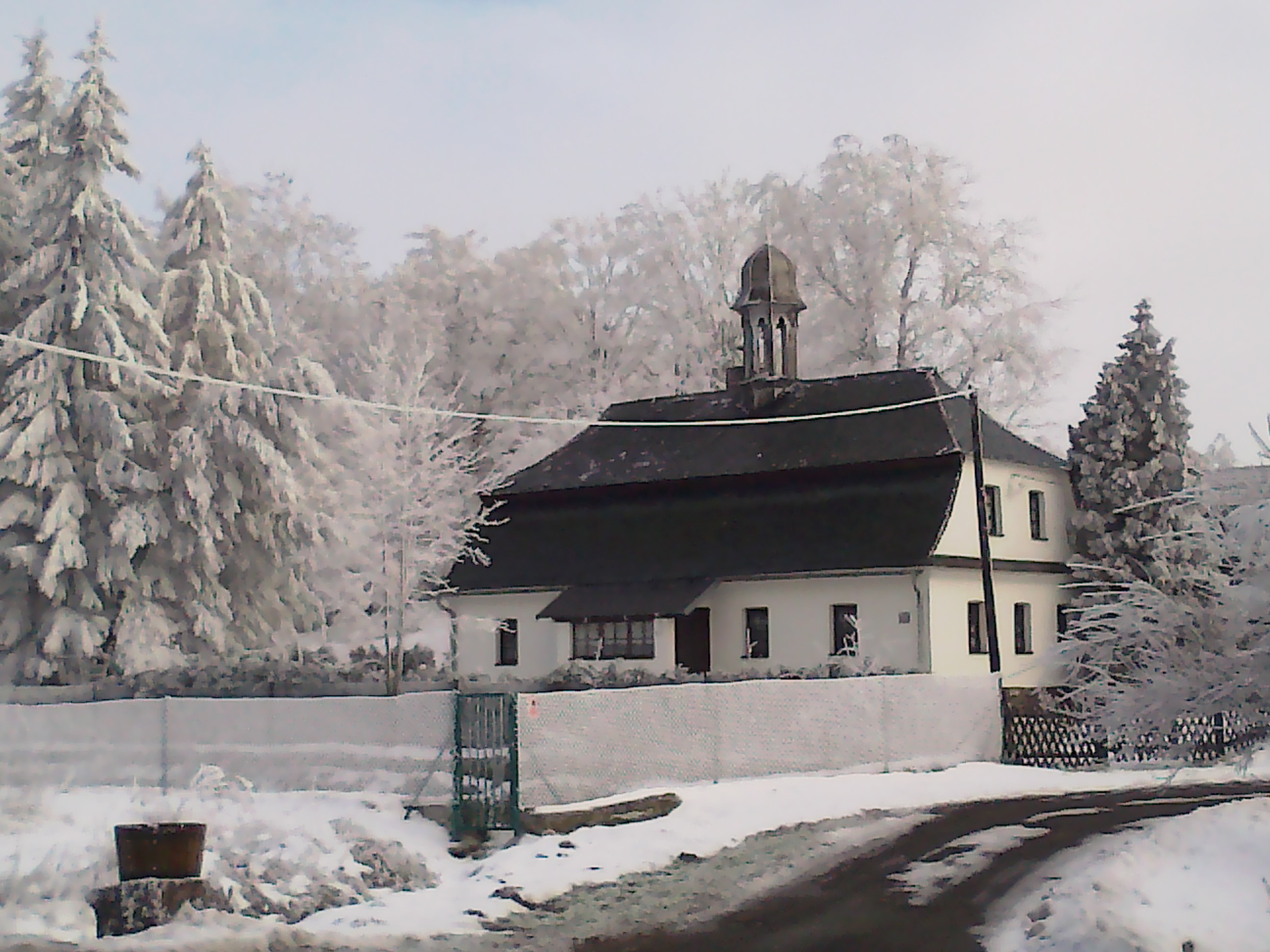
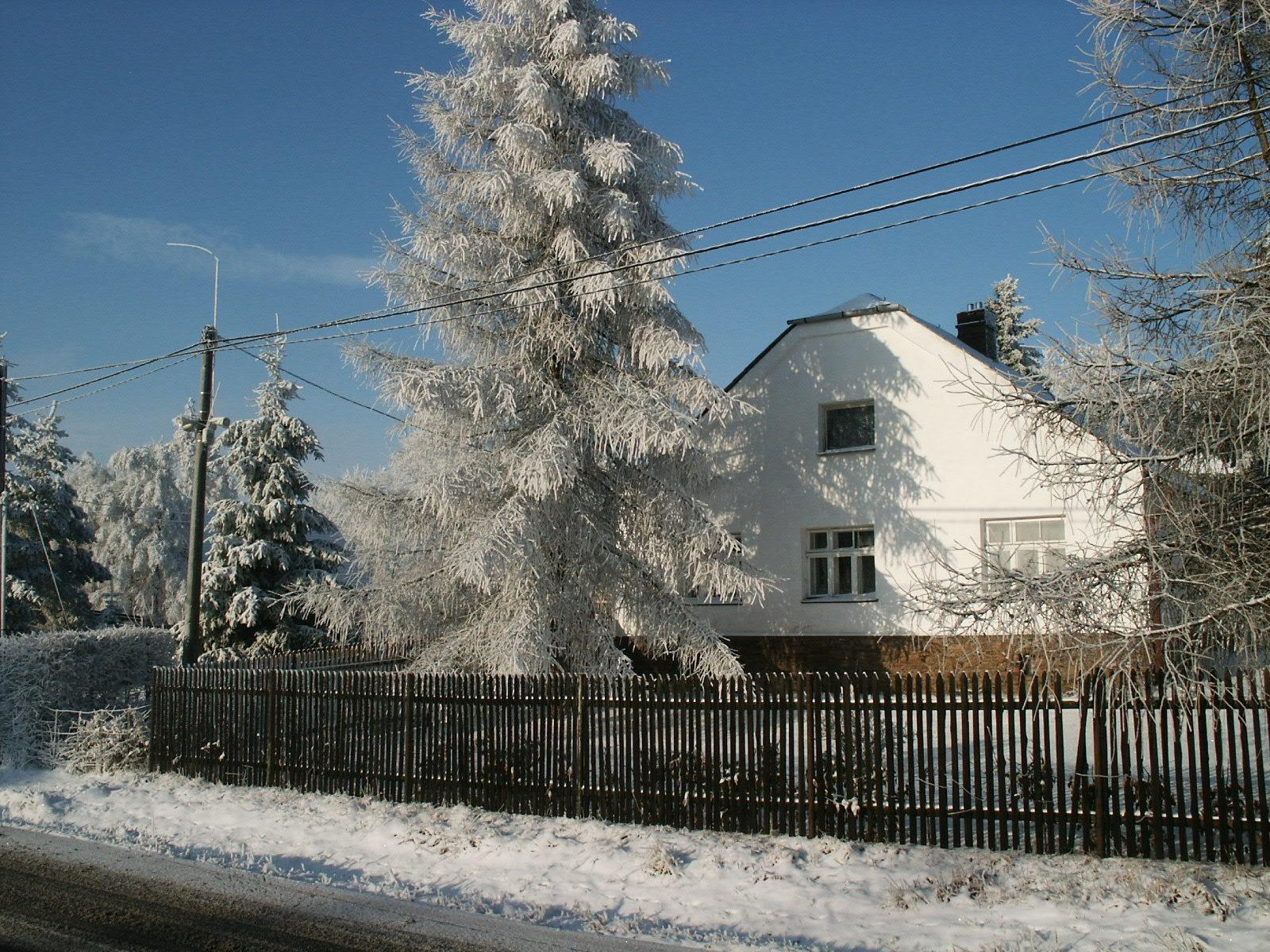
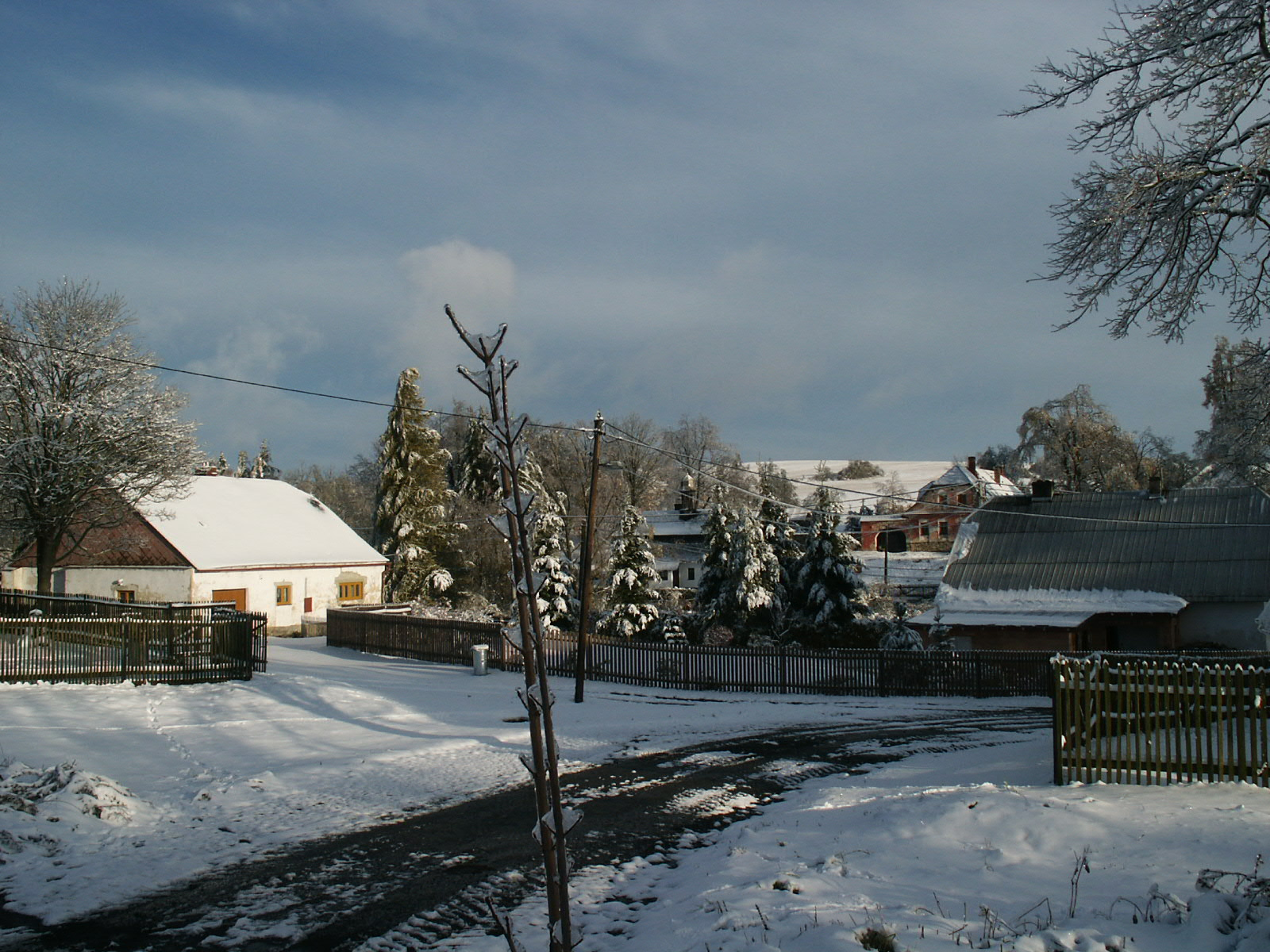
Ortsansicht